# 1. divisjon 1987
L'edizione 1987 della 1. divisjon vide la vittoria finale del Moss.
Capocannoniere del torneo fu Jan Kristian Fjærestad (Moss), con 18 reti.

## Classifica finale
|    | Classifica  | G  | V  | N/V | N/P | P  | GF | GS | Dif | Pt |
| -- | ----------- | -- | -- | --- | --- | -- | -- | -- | --- | -- |
| 1  | Moss        | 22 | 13 | 2   | 1   | 6  | 44 | 30 | 14  | 44 |
| 2  | Molde       | 22 | 11 | 3   | 2   | 6  | 27 | 20 | 7   | 41 |
| 3  | Kongsvinger | 22 | 9  | 4   | 4   | 5  | 32 | 22 | 10  | 39 |
| 4  | Rosenborg   | 22 | 8  | 4   | 7   | 3  | 33 | 25 | 8   | 39 |
| 5  | Bryne       | 22 | 11 | 0   | 1   | 10 | 32 | 27 | 5   | 34 |
| 6  | Tromsø      | 22 | 5  | 7   | 2   | 8  | 19 | 31 | -12 | 31 |
| 7  | Vålerengen  | 22 | 8  | 1   | 4   | 9  | 26 | 27 | -1  | 30 |
| 8  | Brann       | 22 | 7  | 3   | 3   | 9  | 25 | 28 | -3  | 30 |
| 9  | Lillestrøm  | 22 | 7  | 3   | 2   | 10 | 22 | 21 | 1   | 29 |
| 10 | Ham Kam     | 22 | 7  | 3   | 2   | 10 | 27 | 34 | -7  | 29 |
| 11 | Mjøndalen   | 22 | 6  | 2   | 3   | 11 | 26 | 34 | -8  | 25 |
| 12 | Start       | 22 | 6  | 2   | 3   | 11 | 30 | 44 | -14 | 25 |

solamente per l'edizione del 1987 venne introdotta una regola che aboliva il pareggio. Se al termine del tempo regolamentare la partita terminava in pareggio venivano tirati i calci di rigore per stabilire la squadra vincente. Nella classifica qui riportata, pertanto:
- N/V indica le partite terminate in pareggio e poi vinte
- N/P indica le partite terminate in pareggio e poi perse

### Verdetti
- Moss Campione di Norvegia 1987.
- Ham Kam, Mjøndalen e Start retrocesse in 2. divisjon.